# Chevrolet Classic
Pour les articles homonymes, voir Classic.
La Chevrolet Classic est la version tricorps de la Chevrolet Celta issue elle-même de l'Opel Corsa B de 1993. Elle est vendue actuellement en Amérique du Sud et Japon jusqu'en 2008.